# کیتارو کوساکا
کیتارو کوساکا (انگلیسی: Kitarō Kōsaka؛ زادهٔ ۲۸ فوریهٔ ۱۹۶۲) کارگردان فیلم، پویانما، و فیلم‌بردار اهل ژاپن است.